# Slavic Cup w biegach narciarskich 2010/2011
Slavic Cup w biegach narciarskich 2010/2011 – kolejna edycja tego cyklu zawodów, zaliczana do Pucharu Kontynentalnego.
Obrońcami tytułu byli: Katarína Garajová wśród kobiet i Mariusz Michałek wśród mężczyzn.

## Kobiety

### Kalendarz i wyniki
| Lp  | Data                              | Miejscowość                       | Dystans                           | 1. miejsce        | 2. miejsce           | 3. miejsce           |
| --- | --------------------------------- | --------------------------------- | --------------------------------- | ----------------- | -------------------- | -------------------- |
| 1.  | 11 grudnia 2010                   | Horní Mísečky                     | 5 km s. klasyczny                 | Eva Nývltová      | Helena Erbenová      | Klára Moravcová      |
| 2.  | 12 grudnia 2010                   | Horní Mísečky                     | 10 km s. dowolny                  | Eva Nývltová      | Ivana Janečková      | Klára Moravcová      |
| 3.  | 8 stycznia 2011                   | Wisła                             | Sprint s. klasycznym              | Ewelina Marcisz   | Agnieszka Szymańczak | Martyna Galewicz     |
| 4.  | 9 stycznia 2011                   | Wisła                             | 7,5 km s. dowolnym                | Ewelina Marcisz   | Agnieszka Szymańczak | Justyna Mordarska    |
| 5.  | 11 stycznia 2011                  | Zakopane                          | Sprint s. klasyczny               | Ewelina Marcisz   | Piret Pormeister     | Agnieszka Szymańczak |
| 6.  | 12 stycznia 2011                  | Zakopane                          | 5 km s. klasyczny                 | Natalia Grzebisz  | Aleksandra Prekurat  | Justyna Mordarska    |
| 7.  | 12 lutego 2011                    | Szczyrbskie Jezioro               | Sprint s. dowolnym                | Justyna Mordarska | Anna Staręga         | Katarina Johansen    |
| 8.  | 13 lutego 2011                    | Szczyrbskie Jezioro               | 10 km s. klasycznym               | Ewelina Marcisz   | Katarina Johansen    | Justyna Mordarska    |
| 9.  | 25 lutego 2011                    | Nové Město                        | Sprint s. klasycznym              | Karolína Grohová  | Martina Chrastková   | Katarina Johansen    |
| 10. | 26 lutego 2011                    | Nové Město                        | 7,5 km s. klasyczny               | Klára Moravcová   | Martina Chrastková   | Karolína Grohová     |
| 11. | 27 lutego 2011                    | Nové Město                        | Bieg łączony 5+5 km               | Klára Moravcová   | Martina Chrastková   | Martyna Galewicz     |
| 12. | 19 marca 2011                     | Kremnica Skalka                   | 5 km s. dowolny                   | Odwołano          | Odwołano             | Odwołano             |
| 13. | 20 marca 2011                     | Kremnica Skalka                   | 7,5 km s. dowolny                 | Odwołano          | Odwołano             | Odwołano             |
|     | Slavic Cup – klasyfikacja końcowa | Slavic Cup – klasyfikacja końcowa | Slavic Cup – klasyfikacja końcowa | Justyna Mordarska | Ewelina Marcisz      | Lucia Klimková       |

### Klasyfikacja generalna
| Lp. | Zawodnik           | Punkty |
| --- | ------------------ | ------ |
| 1.  | Justyna Mordarska  | 496    |
| 2.  | Ewelina Marcisz    | 400    |
| 3.  | Lucia Klimková     | 387    |
| 4.  | Anna Staręga       | 372    |
| 5.  | Natalia Grzebisz   | 340    |
| 6.  | Martina Chrastková | 335    |
| 7.  | Klára Moravcová    | 320    |
| 8.  | Martyna Galewicz   | 294    |
| 9.  | Katarina Johansen  | 290    |
| 10. | Karolína Grohová   | 274    |

## Mężczyźni

### Kalendarz i wyniki
| Lp  | Data                              | Miejscowość                       | Dystans                           | 1. miejsce      | 2. miejsce        | 3. miejsce            |
| --- | --------------------------------- | --------------------------------- | --------------------------------- | --------------- | ----------------- | --------------------- |
| 1.  | 11 grudnia 2010                   | Horní Mísečky                     | 10 km s. klasyczny                | Petr Novák      | Ondřej Horyna     | Aleš Razým            |
| 2.  | 12 grudnia 2010                   | Horní Mísečky                     | 15 km s. dowolny                  | Petr Novák      | Ondřej Horyna     | Radek Šretr           |
| 3.  | 8 stycznia 2011                   | Wisła                             | Sprint s. klasycznym              | Peter Mlynár    | Maciej Staręga    | Aleksėjus Novoselskis |
| 4.  | 9 stycznia 2011                   | Wisła                             | 12,5 km s. dowolnym               | Maciej Staręga  | Peter Mlynár      | Artur Herhardt        |
| 5.  | 11 stycznia 2011                  | Zakopane                          | Sprint s. klasyczny               | Peter Mlynár    | Sebastian Gazurek | Ivan Bátory           |
| 6.  | 12 stycznia 2011                  | Zakopane                          | 10 km s. klasyczny                | Ivan Bátory     | Peter Mlynár      | Michał Wróblewski     |
| 7.  | 12 lutego 2011                    | Szczyrbskie Jezioro               | Sprint s. dowolnym                | Maciej Staręga  | Jan Bartoň        | Jan Antolec           |
| 8.  | 13 lutego 2011                    | Szczyrbskie Jezioro               | 15 km s. klasycznym               | Martin Bajčičák | Ivan Bátory       | Mariusz Michałek      |
| 9.  | 25 lutego 2011                    | Nové Město                        | Sprint s. klasycznym              | Jan Bartoň      | Martin Polach     | Sebastian Gazurek     |
| 10. | 26 lutego 2011                    | Nové Město                        | 15 km s. klasyczny                | Ondřej Horyna   | Ján Krška         | Martin Polach         |
| 11. | 27 lutego 2011                    | Nové Město                        | Bieg łączony 7,5+7,5 km           | Radek Šretr     | Miroslav Rypl     | Paweł Klisz           |
| 12. | 19 marca 2011                     | Kremnica Skalka                   | 10 km s. dowolny                  | Odwołano        | Odwołano          | Odwołano              |
| 13. | 20 marca 2011                     | Kremnica Skalka                   | 15 km s. dowolny                  | Odwołano        | Odwołano          | Odwołano              |
|     | Slavic Cup – klasyfikacja końcowa | Slavic Cup – klasyfikacja końcowa | Slavic Cup – klasyfikacja końcowa | Peter Mlynár    | Maciej Staręga    | Jan Antolec           |

### Klasyfikacja generalna
| Lp. | Zawodnik          | Punkty |
| --- | ----------------- | ------ |
| 1.  | Peter Mlynár      | 409    |
| 2.  | Maciej Staręga    | 380    |
| 3.  | Jan Antolec       | 358    |
| 4.  | Sebastian Gazurek | 317    |
| 5.  | Ondřej Horyna     | 310    |
| 6.  | Michał Wróblewski | 256    |
| 7.  | Jergus Koplik     | 249    |
| 8.  | Ivan Bátory       | 240    |
| 9.  | Jan Bartoň        | 230    |
| 10. | Marcin Rzeszótko  | 219    |